# 斯盧奇 (沃洛奇斯克區)
49°41′25″N 26°24′46″E / 49.69028°N 26.41278°E
斯盧奇（烏克蘭語：Случ）是位於烏克蘭西部的村莊，由赫梅利尼茨基州裡赫梅利尼茨基區的沃洛奇斯克市鎮負責管轄。該村面積0.28平方公里，海拔高度308米，2001年人口32，人口密度每平方公里114.3人。